# Saint-André-de-Vézines

Saint-André-de-Vézines este o comună în departamentul Aveyron din sudul Franței. În 1 ianuarie 2022 avea o populație de 132 de locuitori.